# Hodthorpe and Belph
Hodthorpe and Belph est une paroisse civile du Derbyshire, en Angleterre. Comme le suggère son nom, elle inclut le village de Hodthorpe et le hameau de de Belph.